# Dipartimento della Dyle
Il Dipartimento della Dyle  (in lingua francese: Département de la Dyle dil) è stato un dipartimento della Francia (dapprima della Prima Repubblica francese, poi del Primo impero francese) con capitale Bruxelles.

## Toponimo
Il nome del dipartimento deriva dal fiume Dyle (Dijle /'dɛɪ̯lə/ in lingua nederlandese).

## Storia
Il dipartimento venne istituito il 1º ottobre 1795, quando i Paesi Bassi meridionali furono annessi alla Prima Repubblica francese. Dopo la sconfitta di Napoleone, il territorio entrò a far parte del Regno Unito dei Paesi Bassi come provincia del Brabante.

## Suddivisione amministrativa
Il dipartimento era suddiviso nei seguenti arrondissement e cantoni (situazione al 1812):
- arrondissement di Lovanio (Louvain), cantoni: Aarschot (Aerschot), Diest, Glabbeek (Glabbeck), Grez, Haegt (Haecht), Lovanio (Louvain, 2 cantoni), Tirlemont (2 cantoni);
- arrondissement di Nivelles, cantoni: Genappe (Genappes), Herne (Herinnes), Jodoigne, Nivelles (2 cantoni), Perwez, Wavre;
- arrondissement di Bruxelles, cantoni: Anderlecht, Asse, Bruxelles (4 cantoni), Halle (Hal), La Hulpe, Lennik (Lennick-St.-Martin), Uccle, Vilvoorde (Vilvorde), Sint-Stevens-Woluwe, (Woluwe-St.-Etienne), Wolverthem.

La popolazione del dipartimento nel 1812 era di 431.969 abitanti, su un'area di 342.848 ettari.